# Alan Ruiz
Alan Nahuel Ruiz (La Plata, 19 de agosto de 1993)  é um futebolista argentino que atua como meio-campista. Atualmente joga no Estrela da Amadora.

## Carreira

### Gimnasia y Esgrima
Chegou ao Gimnasia y Esgrima em fevereiro de 2007, para atuar nas categorias de base. Em junho de 2011, estreou na Primeira Divisão pelas mãos de Hernan Ortiz, que na época era o treinador da equipe principal do Gimnasia.

### San Lorenzo
No início de setembro de 2012, o San Lorenzo de Almagro concordou em pagar ao Gimnasia 575 mil dólares por 80% do seu passe, ficando os restantes 20% para usufruir em uma venda futura.
No San Lorenzo, foi um dos destaques na conquista do Torneo Inicial.

### Grêmio
Foi emprestado ao Grêmio no dia 10 de janeiro de 2014, por 400 mil reais, com uma opção de compra superior a 5 milhões de dólares.
O argentino não conseguiu firmar-se como titular no tricolor gaúcho, mas distinguiu-se pelos seus potentes chutes de fora da área e por seu estilo aguerrido, virando ídolo da torcida. A consagração veio no clássico contra o Internacional, vencido pelo Grêmio pelo placar de 4–1, quando Alan entrou no final da segunda etapa, anotou dois gols em menos de nove minutos e foi substituído após provocar uma confusão com os jogadores do Inter ao comemorar o segundo gol em frente ao banco adversário.
Ao final da temporada, com uma política de corte de custos, o Grêmio optou por não exercer a opção de compra e o jogador retornou ao San Lorenzo.

### Sporting
Alan Ruiz estreou pelo Sporting no dia 13 de agosto de 2016, numa partida contra o Marítimo.
Na temporada 2016–17, o jogador atuou em 26 partidas, fazendo sete gols e dando quatro assistências.

### Colón
Foi emprestado para equipe do Colón para a disputa da primeira divisão da argentina na temporada 2015.

### Aldosivi
Em janeiro de 2019, Ruiz acertou por empréstimo com o Aldosivi.

### Sport
Depois de uma passagem pelo Arouca, Ruiz foi anunciado pelo Sport em julho de 2023. Alguns dias antes de ser anunciado pelo Leão, uma cena no mínimo diferente ocorreu. O jogador foi recebido pela torcida rubro-negra no Aeroporto Internacional do Recife, mas por engano, pois a torcida do Sport havia ido receber o ídolo Diego Souza. Entretanto, Diego não chegaria nesse dia ao Recife, mas sim algumas semanas depois. A torcida, no entanto, soube que o meia argentino estaria chegando ao Recife em poucas horas. Eles ficaram e receberam o novo jogador com entusiasmo. Alan Ruiz estreou com a camisa rubro-negra no dia 14 de julho, em uma derrota por 3–1 para o Atlético Goianiense, válida pela Série B.

## Seleção Nacional
Foi convocado para a Seleção Argentina Sub-20 em 2011, sendo chamado pelo treinador Walter Perazzo.
No final de maio de 2012, fez parte do elenco que foi coroado campeão do Torneio 8 Nações Sub-20, organizado pela Associação de Futebol Sul-Africano na Cidade do Cabo, África do Sul. A Argentina integrou o Grupo A, juntamente com a África do Sul, Nigéria e Gana. No B ficaram o Brasil, Japão, Quênia e Camarões. A Argentina terminou em primeiro lugar no seu grupo disputando a semifinal contra o Japão, a quem derrotou por 1–0. Em seguida, perdeu a final para o Brasil por 1–0, Seleção esta que se corou campeã desta segunda edição no dia 3 de junho. Ruiz marcou um gol na primeira partida ante a Seleção local, que terminou com o placar de 3–1.
Posteriormente, em agosto, integrou a equipe que foi coroada campeã do Torneio Internacional Sub-20 de L'Alcúdia, competição amistosa em que participaram tanto clubes como Seleções formadas por jogadores menores de 20 anos, disputada anualmente em L'Alcúdia. Ruiz recebeu o troféu de melhor jogador do torneio (Troféu Antonio Perales). O meia marcou dois gols na rodada de abertura contra a Arábia Saudita, além de um na final, o primeiro dos dois gols contra a Espanha.

## Títulos
San Lorenzo
- Primeira Divisão da Argentina: 2013

Sport
- Campeonato Pernambucano: 2024